# Religió mistèrica
Una religió mistèrica o religió de misteri és aquella religió que presenta misteris que no es planteja explicar. Les raons per a aquesta negativa a explicar els detalls de la religió poden ser variats. Des de raons de defensa de la pròpia comunitat davant represàlies de col·lectius majoritaris, protecció d'interessos personals, la vivència de pertànyer a una societat exclusiva, o simplement la impossibilitat d'explicar racionalment eixes dades relacionades amb la religió.
Per tant, més que una religió, és una manera de viure una religió, existint al llarg de la història de les religions moltes que poden encaixar en aquest tipus. El secretisme i exclusivisme d'algunes d'aquestes religions mistèriques comporta una sèrie de ritus iniciàtics, i sovint un període de preparació i de proves, abans d'acceptar a un nou adepte en la comunitat. Aquestes cerimònies rebien el nom de misteris.

## Història
Els seus orígens semblen remuntar-se fins al Neolític. I quant a la procedència, tampoc és segur que siguen oriental. S'ha afirmat que les religions mistèriques semblen sorgir en l'antiguitat egípcia, en relació amb els déus Isis, Serapis i Anubis. També s'observa la seua existència en religions frígies, com el mitraisme, així com en el culte a Atis i Cíbele. Els misteris egipcis semblen ser els més antics, i els d'Isis i Osiris duts a Roma sota aquest nom, van donar sens dubte naixement a les tres grans iniciacions dites misteris òrfics, misteris eleusins i misteris samotràcics. S'observa en la cultura hel·lenística de l'antiga Grècia, sent ja evident la seua existència abans del 600 aC en els cultes mistèriques d'Eleusis (Demèter: germana/emmanilla de Zeus i Persèfone: filla de Demèter i esposa d'Hades) i en els de Dionís i les bacants.
En Grècia començaren a tenir molts seguidors les religions mistèriques de l'Orient Pròxim, com els déus frigis (Cíbele, Atis, Sabazio, Mitra) o els egipcis (Anubis). No obstant això, alguns experts puntualitzen que el culte a aquestes divinitats no mostren característiques mistèriques en els seus llocs d'origen, sinó que semblen adquirir aquestes característiques en arribar a Grècia. Alguns autors opinen que l'èxit i l'expansió de les religions mistèriques, es devien al fet que la mitologia grecoromana clàssica no implicava a l'individu en les seues creences, mentre que les religions mistèriques acollien al creient, proporcionant-li protecció i promesa de felicitat.
Les religions mistèriques s'estenen des de Grècia cap a la totalitat de l'Imperi Romà, a pesar dels esforços de diversos emperadors per evitar-lo, entre els quals va destacar August. Poc després, amb Tiberi, el protagonisme de les religions mistèriques era una realitat inevitable.
Durant l'època imperial romana va ocórrer un fenomen de sincretisme religiós entre els cultes llatins i els de divinitats procedents d'Àfrica i Orient. En Roma, per exemple, els misteris eleusins, l'origen dels quals es remunta a l'antiga Grècia, van ser introduïts sota el nom de misteris de Ceres o de la bona deessa, prenent també altres noms particulars segons els llocs que se celebraven. També van prosperar els cultes d'Hermes Trismegist i d'Asclepi, amb antecedents egipcis encara que hel·lenitzats.

## Misteris
El terme "Misteri" deriva del llatí Mysterium, del grec musterion (en general, com el plural musteria μυστήρια), i en aquest context significa "secret, ritu o doctrina". Una persona que seguira tal "Misteri" era un mystes, "un que s'ha iniciat" (de myein, tancar), una referència al secret (el tancament de "els ulls i la boca"), ja que només a l'iniciat se li permetia observar i participar en els rituals. Els misteris són sovint suplents de la religió civil, i per això es parla de cultes mistèrics en comptes de religions.
Es diuen misteris al conjunt de proves i ritus que l'aspirant havia de complir per a ser acceptat com a membre de dret de la religió. Els misteris són formes de pedagogia primitiva que parteixen de la premissa que el veritable coneixement o comprensió és el resultat de l'assimilació de la informació a través de la totalitat del ser humà. En aquesta representació mistèrica, l'iniciat rep informació simultània de tipus intel·lectual, emocional i física, en ser el personatge actiu d'aquest drama. Així, l'iniciat es converteix en el déu o heroi.
- Misteris òrfics: iniciació a l'orfisme, secta que posa en dubte la religió oficial de la ciutat grega.
- Misteris eleusins: ritus d'iniciació anuals al culte a Demèter i Persèfone que se celebraven en Eleusis. De tots els ritus celebrats en l'antiguitat, aquests eren considerats els de major importància, i es van estendre posteriorment a l'Imperi Romà.

Misteris samotracis: pertanyents al culte als Grans Déus introduït per Dàrdanos en Samotràcia.
- Misteris bàquics: festes de Bacus, més generalment cridades Dionisíaques o Orgies.
- Misteris pitagòrics: iniciació en la doctrina secreta del pitagorisme.
- Misteris platònics: temptativa feta pels valentinians i els neoplatònics d'Alexandria per a imitar les iniciacions d'Eleusis. Els secrets cosmogòniques, els fenòmens astronòmics i el dogma moral i religiós despullat de les supersticions vulgars eren el fons de la doctrina que es revelava als iniciats.

Aquests misteris es portaven a terme amb freqüència en la foscor profunda en grutes i llocs similars. El qual assistia als misteris sense tenir dret a això i el qual revelava els seus secrets era castigat amb la mort, és per això que la informació que disposem actualment sobre els diferents cultes mistèriques és escassa. Plató va ser criticat durament per revelar el secret dels principis filosòfics dels Misteris.